# Войцех Ковалевський
Войцех Ковалевський (пол. Wojciech Kowalewski; 11 травня 1977, Білосток) — польський футболіст, воротар.

## Біографія
Грав у клубах «Легія», «Дискоболія», «Шахтар», «Спартак» (Москва), «Корона» (Кельце), ««Іракліс»».
Під час виступів за «Спартак» 2 червня 2004 року зіграв за збірну легіонерів чемпіонату Росії.
Грав у грецькому «Іраклісі», який 20 січня 2010 року розірвав контракт з голкіпером. 
8 лютого 2010 Ковалевський підписав контракт з клубом «Сибір». 

## Статистика виступів
| Сезон   | Команда                                | Ігор | Пропущено |
| ------- | -------------------------------------- | ---- | --------- |
| 1996/97 | Вігри (Сувалки)                        | 21   | 0         |
| 1997/98 | Легія (Варшава)                        | 1    | 0         |
| 2000/01 | Дискоболія (Гродзиськ-Великопольський) | 15   | 19        |
| 2001/02 | Легія (Варшава)                        | 16   | 14        |
| 2001/02 | «Шахтар» (Донецьк)                     | 15   | 11        |
| 2002/03 | Шахтар (Донецьк)                       | 14   | 19        |
| 2003    | «Спартак» (Москва)                     | 16   | 21        |
| 2004    | Спартак (Москва)                       | 36   | 49        |
| 2005    | Спартак (Москва)                       | 29   | 25        |
| 2006    | Спартак (Москва)                       | 41   | 50        |
| 2007    | Спартак (Москва)                       | 2    | 5         |
| 2008    | Корона (Кельце)                        | 14   | ?         |
| 2008    | «Іракліс» (Салоніки)                   | 23   | ?         |
| 2009    | «Іракліс» (Салоніки)                   | ?    | ?         |
| 2010    | «Сибір» (Новосибірськ)                 | 15   | 31        |

### За збірну Польщі
| Рік  | Ігор | Пропущено |
| ---- | ---- | --------- |
| 2002 | 3    | 0         |
| 2004 | 1    | 0         |
| 2005 | 2    | 0         |
| 2006 | 3    | 2         |
| 2007 | 1    | 0         |
| 2008 | 0    | 0         |
| 2009 | 1    | 2         |

## Досягнення
- Чемпіон України (2001/02).
- Володар Кубка України (2001/02).
- Найкращий футболіст «Спартака» за версією вболівальників (2004, 2005).